# فيلهلم مارستراند
نيكولاي فيلهلم مارستران أو نيكولاي جاكوب مارستراند (24 ديسمبر 1810 - 25 مارس 1873) رسام دنماركي في كوبنهاغن، الدنمارك وصانع آلات ومخترع. مارستراند هو أحد أشهر الفنانين الذين ينتمون إلى العصر الذهبي للرسم الدنماركي .ً